# Bubalus depressicornis

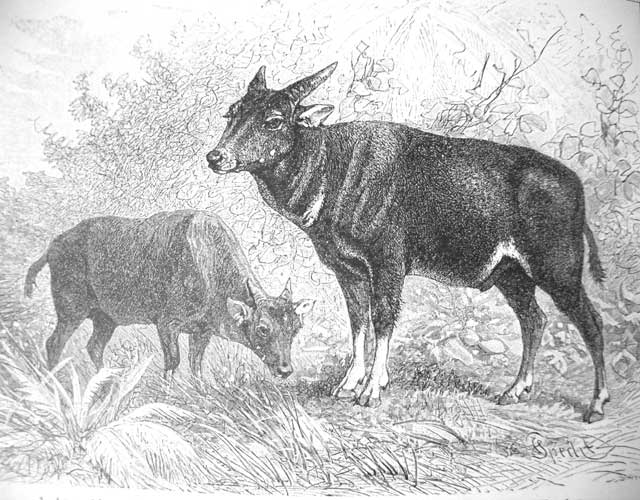
Anoa di pianura in un disegno del 1895.

L'anoa di pianura (Bubalus depressicornis C. H. Smith, 1827) è un bovino indonesiano endemico dell'isola di Sulawesi. È strettamente imparentato con l'anoa di montagna, con il quale viene talvolta raggruppato dagli studiosi come un'unica specie.

## Descrizione
L'anoa di pianura misura circa 160–170 cm di lunghezza e 70–106 cm di altezza al garrese; con un peso che raggiunge i 150 kg nelle femmine e i 300 kg nei maschi, è uno dei bovini più piccoli. La sua coda non supera i 30 cm. Come si verifica anche per altri mammiferi delle foreste, l'anoa è più alto alla groppa che alle spalle; ciò gli consente di penetrare con facilità sotto ai rami e attraverso le macchie. Le corna dell'anoa, corte, diritte e appuntite, costituiscono delle armi offensive e difensive molto pericolose. La loro lunghezza va da 27 a 37 cm nel maschio, e da 18 a 26 cm nelle femmine; impiantate molto vicino alla parte superiore degli occhi, esse sono, alla base, di sezione triangolare. Le zampe sono corte e ricordano quelle dell'antilope; fornite di zoccoli arrotondati, hanno degli speroni cornei diretti all'indietro. Il colore del mantello è bruno scuro, ma spesso, nelle femmine, è più chiaro. Il mento a volte porta una piccola macchia bianca; la coda termina con un ciuffo di peli sottili. Il pelame è corto e di aspetto lanoso. Negli esemplari giovani il manto lanoso è particolarmente abbondante, mentre i vecchi maschi sono talvolta quasi glabri. Gli anoa giovani sono di un bruno rossiccio tendente al giallastro; il loro manto si scurisce man mano che crescono. L'anoa di pianura si distingue da quello di montagna per la coda più lunga, una diversa disposizione delle macchie bianche e le corna più lunghe.

## Distribuzione e habitat
La specie è endemica dell'isola indonesiana di Sulawesi, ed occupa un areale che si estende su circa 5000 km². Come indica il nome, abita nelle foreste di pianura. Si incontra anche in aree paludose e in passato veniva avvistato anche nelle zone costiere. Talvolta viene rinvenuto in zone montuose, a quote piuttosto elevate.

## Biologia
Questo bufalo «in miniatura» è erbivoro e si nutre di piante acquatiche, felci, erba, alberelli, frutti caduti, palme e zenzero. Come altri bufali, anch'esso ama sguazzare in pozze di acqua e fango; per ricavare i sali minerali di cui necessita, lecca dagli affioramenti di sale o beve l'acqua di sorgenti minerali o addirittura quella di mare.
Gli anoa di pianura conducono vita per lo più solitaria, ma le coppie costituite dalla madre con il piccolo sono piuttosto comuni e sono stati registrati anche piccoli gruppi composti da un massimo di cinque esemplari. Le ricerche effettuate indicano che i maschi sono territoriali, in quanto sono stati visti marcare gli alberi con le corna e grattare il suolo con gli zoccoli dopo aver urinato. Gli accoppiamenti possono avvenire in ogni periodo dell'anno e, dopo un periodo di gestazione di 275-315 giorni, le femmine partoriscono un unico piccolo.

## Conservazione
La popolazione di questo bovino è notevolmente diminuita rispetto al passato. Le principali minacce alla sua sopravvivenza sono la caccia e la distruzione dell'habitat, dovuta al prosciugamento delle aree palustri, allo sviluppo dell'agricoltura e alla deforestazione. Gli anoa vengono cacciati per la loro carne, che viene venduta nei mercati locali. Inoltre, il cranio e le corna vengono trasformati in trofei e souvenir o impiegati nella medicina tradizionale. Per questi motivi, la specie si è ritirata nelle aree di foresta più remote di Sulawesi. In natura, la popolazione attuale viene stimata a non più di 2500 unità, ma fortunatamente un discreto numero di esemplari è presente negli zoo di tutto il mondo. La IUCN colloca Bubalus depressicornis tra le specie in pericolo (Endangered).